# Худиев, Николай Урузмагович
Николай Урузмагович Худиев (15 мая 1949, Дзауджикау (ныне — Владикавказ), Северо-Осетинская АССР, СССР) — советский футболист, защитник и российский тренер. Мастер спорта СССР (1969), заслуженный тренер РСФСР (1990).

## Карьера

### Клубная
С 12 лет занимался у заслуженного тренера РСФСР Муссы Цаликова. С 1965 года стал выступать за игравший во второй лиге «Спартак» Орджоникидзе. Вместе к командой вышел во вторую группу «А» (1967) и в высшую группу «А» (1969). В 1974—1978 годах играл за московские «Торпедо» (1974, 1976—1977), ЦСКА (1975), «Локомотив» (1978). В 1979 году вернулся в «Спартак», где закончил играть в 1983 году. Рекордсмен «Спартака» по числу матчей в чемпионатах СССР — 417 (1965—1973, 1979—1983).

### В сборной
Входил в состав сборной команды РСФСР, юношеской и молодёжной Олимпийской сборной СССР. В 1971 и 1975 годах провёл 2 игры за олимпийскую сборную.

### Тренерская
Окончил факультет физического воспитания и спорта Северо-Осетинского государственного университета им. К. Л. Хетагурова (1973), а также Высшую школу тренеров по футболу. Работал старшим тренером управления футбола Спорткомитета РСФСР: 1986 — до августа 1988. С 1988 года — на тренерской и административной работе. Был главным тренером тунисского клуба «Этуаль дю Сахель» (1988—1989), тренером (1990—1991) и главным тренером (апрель — июль 1991, июнь — июль 2003) «Алании», тренером (август 1991—1992) и главным тренером московского «Асмарала». Работал тренером в московском «Локомотиве» (1996—2002), молодёжной сборной (1999, 2006—2007), главной сборной (2002—2003; 2007—2008 — тренер-наблюдатель от РФС). В 2016 году был ассистентом Александра Бородюка в казахстанском «Кайрате»

## Достижения

### В качестве игрока
- Чемпионат СССР:

Чемпион: 1976 (осень).
Бронзовый призёр: 1977.
- Кубок СССР:

Финалист: 1977.
- В списках 33 лучших футболистов СССР: № 2 (1974).

### В качестве тренера
- Чемпионат России:

Серебряный призёр: 2001.